# Sân bay quốc tế Nouadhibou
Sân bay Nouadhibou (IATA: NDB, ICAO: GQPP) là một sân bay phục vụ Nouadhibou (tên cũ Port-Étienne), một thành phố ở vùng Dakhlet Nouadhibou của Cộng hòa Mauritanie, Tây Phi.

## Hãng hàng không và tuyến bay
| Hãng hàng không                   | Các điểm đến                                    |
| --------------------------------- | ----------------------------------------------- |
| Binter Canarias                   | Theo mùa:Las Palmas de Gran Canaria             |
| Islas Airways                     | Theo mùa:Las Palmas de Gran Canaria             |
| Canary Fly                        | Theo mùa: Las Palmas de Gran Canaria            |
| Mauritania Airlines International | Nouakchott Theo mùa: Las Palmas de Gran Canaria |